# Bruno Labbadia
Bruno Labbadia (Darmstadt, 8 februari 1966) is een Duits voetbalcoach en voormalig voetballer. 
Op 12 december 2010 werd hij coach bij VfB Stuttgart. Op 26 augustus 2013 werd hij daar ontslagen, nadat de club zijn start volledig miste met drie nederlagen op rij en uitschakeling in Europa. Op 15 april 2015 werd hij aangesteld als hoofdtrainer van Hamburger SV, als opvolger van de ontslagen Josef Zinnbauer. Op zondag 25 september 2016 kreeg Labbadia zijn ontslag bij HSV, nadat in de eerste vijf wedstrijden van het seizoen 2016/17 één punt had behaald. In februari 2018 werd hij aangesteld bij VfL Wolfsburg. In zijn eerste seizoen behoedde hij de club voor degradatie door Holstein Kiel te verslaan in de promotie/degradatie play-offs. In zijn tweede seizoen behaalde hij met de club de zesde plaats, goed voor Europees voetbal. In maart 2019 gaf de Duitser aan zijn aflopende contract niet te verlengen. Op 9 april 2020 tekende Labbadia bij Hertha BSC, dat reeds drie trainers had versleten in het seizoen 2019/20. Op 24 januari 2021 werd hij daar ontslagen. Vanaf december 2022 keerde hij terug bij VfB Stuttgart maar na tegenvallende resultaten vertrok hij ook daar in april 2023 weer.

## Erelijst
Arminia Bielefeld
- 2. Bundesliga

1999